# Маслов, Алексей Владимирович
Алексей Владимирович Маслов (19 июня 1961 года) — российский актёр.

## Биография
В 1984 году окончил Театральное училище им. Щукина (руководитель курса А. Г. Буров).
С 1984 по 1988 год — актёр московского Театра на Таганке.
В 1988 уезжает во Францию, где проживает до 2003 года. Снимается в кино, играет во французских театрах.
C 2003 года работает в Российском академическом Молодёжном Театре.

## Театр

### Работа во французских театрах
- «Любовь в Крыму» (Национальный театр де ла Колин)
- «Кандид» (театр «Tempere»)
- «Бедный Телемах» (Театр Сержи Понтуазе)

### РАМТ

#### Спектакли, снятые с репертуара
- «Forever» по А. Ибсену. Режиссёр: Райво Трасс — Эйнар, третий или четвёртый отчим невесты
- «Тень» Е. Шварца. Режиссёр: Юрий Ерёмин — Мажордом
- «Лоренцаччо» Альфреда Де Мюссе. Режиссёр: Алексей Бородин — Золотых дел мастер
- «Самоубийца» Н.Эрдмана. Режиссёр: Вениамин Смехов — Виктор Викторович

#### Текущий репертуар
- 2005 — «Инь и Ян. Белая версия» / «Инь и Ян. Чёрная версия». Режиссёр: Алексей Бородин — Слюньков
- 2007 — «Берег утопии» Т.Стоппарда. 1 часть. Путешествие. Режиссёр: Алексей Бородин — Пётр Чаадаев, философ
- «Берег утопии». 2 часть. Кораблекрушение. Режиссёр: Алексей Бородин — Бенуа, слуга
- «Берег утопии». 3 часть. Выброшенные на берег. Режиссёр: Алексей Бородин — Ледрю-Роллен, французский социалист в изгнании
- 2008 — «Красное и Черное» Стендаля. Режиссёр: Юрий Ерёмин — Маркиз де ля Моль
- 2010 — «Чехов-GALA» по одноактным пьесам А. П. Чехова. Режиссёр: Алексей Бородин — Нюхин

## Кино

### Российское
- 1985 — В стреляющей глуши — белый офицер
- 1986 — Знак беды — офицер
- 1987 — Шура и Просвирняк — сотрудник органов госбезопасности
- 1988 — Трагедия в стиле рок — Кассиус, «Певец»
- 1990 — Духов день — обитатель пансионата
- 2002 — Притяжение
- 2004 — Бой с тенью — Тополь
- 2004 — Формула — Арчи
- 2007 — Слуга государев — епископ
- 2007 — Платина — Маркиз
- 2007 — Мымра — Гинеколог
- 2007 — Марш Турецкого (4 сезон) — Цезарь
- 2009 — Монро — ревизор
- 2009 — Исаев — Крутов
- 2009 — Пират и пиратка — Дени
- 2010 — Карусель — Семён Борисович
- 2010 — Вторые — генерал Рихтер
- 2011 — Адвокат-8 — Калугин
- 2011 — Жуков — генерал Штеменко

### Французское
- «Mangeclou»,
- «Красный оркестр»
- «Европа, Европа»
- «Я генерал де Голль»
- «Альберт страдает»
- «Не у всех есть шанс иметь родителей коммунистов»
- «Перемещения Владимира»
- «Материнское молоко»
- «Le Raid»

## Телевидение
- «Наварро»
- «Достоевский»
- «Судьба Доктора Кальве»
- «Я не люблю, когда меня любят»